# Сыман, Александр Валентинович
Алекса́ндр Валенти́нович Сы́ман (бел. Аляксандр Валянцінавіч Сыман; род. 26 июля 1977, Копыль, Белорусская ССР) — белорусский биатлонист, трёхкратный чемпион Универсиад, серебряный призёр чемпионата мира 2001 года в эстафете, двукратный чемпион Европы, двукратный чемпион мира по летнему биатлону. Занимался биатлоном с 1991 года. Завершил карьеру весной 2011 года.

## Кубок мира
- 2000—2001 — 74-е место (7 очков)
- 2001—2002 — 90-е место (2 очка)
- 2002—2003 — 80-е место (1 очко)
- 2003—2004 — 59-е место (24 очка)
- 2004—2005 — 35-е место (145 очков)
- 2005—2006 — 91-е место (1 очко)
- 2006—2007 — 59-е место (32 очка)
- 2007—2008 — 81-е место (10 очков)
- 2008—2009 — 66-е место (73 очка)
- 2009—2010 — 74-е место (45 очков)

## Достижения
- Чемпионаты мира:
  - Серебряная медаль, эстафета — 2001
  - 4-е место, эстафета — 2005
- Кубок мира:
  - Высшее место:
    - 35-е место в общем зачете в сезоне 04/05
- Участник Олимпийских игр 2002 года , 2006 года и 2010 года.